# Сербская академия наук и искусств
Сербская академия наук и искусств (серб. Српска академија наука и уметности) — высшее научное и просветительское учреждение Сербии.

## История
Академия была учреждена 1 ноября 1886 года как Сербская королевская академия наук, действовавшая по закону (Уставу), разработанному Национальным Собранием и подписанным королём Сербии Миланом I Обреновичем. Первые 16 академиков были назначены королём 5 апреля 1887 года. Тогда же сформировались исходные четыре отделения («академии»):
| Академия естественных наук - Йосиф Панчич - Димитрие Нешич - Йован Жуёвич - Любомир Клерич | Академия философских наук - Стоян Новакович - Милан Куюнджич - Светислав Вулович - Светомир Николаевич | Академия общественных наук - Чедомиль Миятович - Милан Миличевич - Любомир Ковачевич - Панта Сречкович | Академия искусств - Любомир Ненадович - Матия Бан - Михайло Валтрович - Даворин Йенко |

После включения в состав социалистической Югославии в 1947 году получила название «Сербская академия наук». Позднее законом 1960 года было установлено современное название (сокращенно САНУ).
С 1909 по 1952 год академия размещалась на Бранковой улице (дом № 15). После разрушения здания в 1963 году резиденция академии переместилась на улицу Князя Михаила (дом № 35, здание постройки 1923—1924 годов).

## Председатели академии с её основания по настоящее время
Первым президентом Академии в 1887 году был назначен сербский врач и ботаник Йосиф Панчич. Его, а также первых членов Академии выбрал король Милан Обренович в соответствии с утвержденным Скупщиной (парламентом) законом.
Президент Академии, согласно статье 24 Закона об Академии наук и искусств, избирается ее Скупщиной. Голосование тайное, побеждает кандидат, набравший не менее 50 % голосов. В случае отсутствия победителя спустя две недели проводится повторное голосование.
В настоящее время президентом Академии является невролог Владимир Костич, занимающий эту должность с 2015 года.
Президент Академии является ее представителем и выступает от ее имени. Он созывает заседания Скупщины, Президиума и Исполнительного комитета, контролирует их деятельность, а также исполняет ряд других функций.
- 1887—1888 — Йосиф Панчич
- 1888—1889 — Чедомиль Миятович
- 1892—1895 — Димитрие Нешич
- 1896—1899 — Милан Миличевич
- 1899 — Йован Ристич
- 1899—1900 — Сима Лозанич
- 1900—1903 — Йован Мишкович[серб.]
- 1903—1906 — Сима Лозанич
- 1906—1915 — Стоян Новакович
- 1915—1921 — Йован Жуёвич
- 1921—1927 — Йован Цвийич
- 1928—1931 — Слободан Йованович
- 1931—1937 — Богдан Гаврилович[серб.]
- 1937—1960 — Александр Белич
- 1960—1965 — Илия Джуричич
- 1965—1971 — Велибор Глигорич[серб.]
- 1971—1981 — Павле Савич
- 1981—1994 — Душан Каназир[серб.]
- 1994—1998 — Александр Деспич[серб.][5]
- 1999—2003 — Деян Медакович[серб.]
- 2003—2015 — Никола Хайдин[серб.][6]
- 2015—2023 — Владимир Костич[серб.]
- С 2023 года — Зоран Кнежевич

## Отделения
В настоящее время академия насчитывает 8 отделений по отраслям знания и искусств:
- Отделение математики, физики и геонаук;
- Отделение химических и биологических наук;
- Отделение технических наук;
- Отделение медицинских наук;
- Отделение языка и филологии;
- Отделение общественных наук;
- Отделение исторических наук;
- Отделение искусств (ранее «отделение изобразительных и музыкальных искусств», переименовано при обновлении устава в октябре 2020 года[7]).

## Текущий список действительных членов академии
Таблица сортируема по всем колонкам; сортировка по умолчанию — по отделениям и внутри них по алфавитному порядку фамилий и (для однофамильцев) имён. Отделения указаны согласно современному делению и текущему формальному отнесению каждого академика в официальных списках академии (которое могло меняться в течение пребывания членом академии). Академики, занимающие пост секретаря своего отделения, выделены более тёмным фоном, председатель академии — жёлтым фоном. Последние выборы в Академию прошли 7 ноября 2024 года. Избрано 17 новых действительных членов.
Количество действительных членов академии на 22 июня 2025 года — 98, из них число женщин — 12.
| Имя                       | Дата рождения         | Избрание академиком | Избрание членом- корреспондентом | Отделение | Специализация | Ссылки  |
| ------------------------- | --------------------- | ------------------- | -------------------------------- | --------- | --- | ------- |
| Дамнянович, Милан         | 7 сентября 1953 года  | 2012                | 2006                             | ОМФГН     | квантовая, классическая и нанофизика | [ 9 ]   |
| Еленкович, Бранислав      | 29 октября 1950 года  | 2024                | 2012                             | ОМФГН     | квантовая и нелинейная оптика | [ 10 ]  |
| Кнежевич, Зоран           | 23 августа 1949 года  | 2015                | 2009                             | ОМФГН     | астрономия (небесная механика) | [ 11 ]  |
| Коневич, Никола           | 18 сентября 1940 года | 2006                | 2000                             | ОМФГН     | физика | [ 12 ]  |
| Маркович, Слободан        | 15 ноября 1970 года   | 2024                | 2015                             | ОМФГН     | физическая география, палеоклиматология | [ 13 ]  |
| Мателевич, Миодраг        | 28 ноября 1949 года   | 2018                | 2012                             | ОМФГН     | комплексный анализ, гармонический анализ, квазиконформные отражения, пространства Тейхмюллера                                                                                            | [ 14 ]  |
| Месингер, Федор           | 7 марта 1933 года     | 2000                | 1983                             | ОМФГН     | метеорология | [ 15 ]  |
| Милованович, Градимир     | 2 февраля 1948 года   | 2012                | 2006                             | ОМФГН     | численный анализ, теория приближения | [ 16 ]  |
| Пилипович, Стеван         | 24 мая 1950 года      | 2009                | 2003                             | ОМФГН     | общие функции и гиперфункции, псевдодифференциальные операторы, микролокальный анализ, линейные и нелинейные уравнения с сингулярностями, стохастические уравнения                       | [ 17 ]  |
| Радович, Зоран            | 27 августа 1946 года  | 2018                | 2009                             | ОМФГН     | физика сверхпроводимости | [ 18 ]  |
| Ракочевич, Владимир       | 30 января 1953 года   | 2021                | 2015                             | ОМФГН     | математика | .       |
| Сатарич, Милько           | 23 декабря 1948 года  | 2015                | 2009                             | ОМФГН     | физика и биофизика живых клеток | [ 20 ]  |
| Судар, Милан              | 21 октября 1946 года  | 2018                | 2009                             | ОМФГН     | геология, микропалеонтология | [ 21 ]  |
| Тодорчевич, Стево         | 9 февраля 1955 года   | 2009                | 1991                             | ОМФГН     | теория множеств, топология, комбинаторика | [ 22 ]  |
| Цветкович, Владица        | 19 июня 1964 года     | 2021                | 2012                             | ОМФГН     | петрология, геохимия, геодинамика | [ 23 ]  |
| Цветкович, Драгош         | 6 марта 1941 года     | 1994                | 1985                             | ОМФГН     | теория графов, комбинаторная оптимизация, дискретная математика | [ 24 ]  |
| Шиячки, Джордже           | 13 июня 1947 года     | 2009                | 2003                             | ОМФГН     | теоретическая физика; математическая физика, физика элементарных частиц, теория гравитации                                                                                               | [ 25 ]  |
| Гутман, Иван              | 2 сентября 1947 года  | 1997                | 1988                             | ОХБН      | физическая химия, теоретическая органическая химия, методология и история химии | [ 26 ]  |
| Джуран, Милош             | 24 июля 1952 года     | 2021                | 2015                             | ОХБН      | неорганическая химия | [ 27 ]  |
| Ментус, Славко            | 28 июля 1946 года     | 2015                | 2009                             | ОХБН      | физическая химия и электрохимия неводных сред, электрохимическая кинетика, электродные материалы для преобразования энергии                                                              | [ 28 ]  |
| Милосавлевич, Слободан    | 30 декабря 1941 года  | 2018                | 2009                             | ОХБН      | прикладная спектроскопия в химии | [ 29 ]  |
| Перич, Миленко            | 16 января 1949 года   | 2009                | 2003                             | ОХБН      | теоретическая/квантовая химия | [ 30 ]  |
| Петанович, Радмила        | 18 июня 1950 года     | 2018                | 2012                             | ОХБН      | биология | [ 31 ]  |
| Попсавин, Велимир         | 29 мая 1951 года      | 2021                | 2015                             | ОХБН      | медицинская химия | [ 32 ]  |
| Саичич, Радомир           | 31 октября 1961 года  | 2018                | 2012                             | ОХБН      | химия | [ 33 ]  |
| Стеванович, Милена        | 29 августа 1959 года  | 2015                | 2009                             | ОХБН      | молекулярная генетика человека | [ 34 ]  |
| Чекович, Живорад          | 11 сентября 1934 года | 2006                | 2000                             | ОХБН      | органическая химия | [ 35 ]  |
| Чиркович Величкович, Таня | 16 сентября 1972 года | 2024                | 2018                             | ОХБН      | биохимия | [ 36 ]  |
| Шкорич, Драган            | 16 сентября 1937 года | 2009                | 2003                             | ОХБН      | агротехнологии и генетика | [ 37 ]  |
| Шолая, Богдан             | 7 августа 1951 года   | 2012                | 2006                             | ОХБН      | органическая химия, медицинская химия, химия природных соединений | [ 38 ]  |
| Атанацкович, Теодор       | 2 ноября 1945 года    | 2009                | 2000                             | ОТН       | механика сплошных сред, вариационные принципы механики, материалы с памятью формы, высокоупругие материалы, линейные и нелинейные задачи устойчивости упругих тел, оптимизация упругости | [ 39 ]  |
| Велькович, Влада          | 21 ноября 1953 года   | 2024                | 2018                             | ОТН       | химическая и биохимическая инженерия | [ 40 ]  |
| Вукосавич, Слободан       | 27 января 1962 года   | 2021                | 2015                             | ОТН       | электротехника | [ 41 ]  |
| Джорджевич, Антоние       | 28 апреля 1952 года   | 2006                | 1997                             | ОТН       | электротехника | [ 42 ]  |
| Коич, Милош               | 24 декабря 1941 года  | 2018                | 2009                             | ОТН       | механическая инженерия | [ 43 ]  |
| Петрович, Зоран           | 20 декабря 1954 года  | 2009                | 2000                             | ОТН       | прикладная физика, физика плазмы, микроэлектроника | [ 44 ]  |
| Попович, Зоран            | 23 февраля 1952 года  | 2006                | 2002                             | ОТН       | физика и техника материалов | [ 45 ]  |
| Радмилович, Велимир       | 25 сентября 1948 года | 2021                | 2012                             | ОТН       | фиизика металлов | [ 46 ]  |
| Теодорович, Душан         | 23 июня 1951 года     | 2015                | 2009                             | ОТН       | транспортная инженерия, операционные исследования | [ 47 ]  |
| Балинт, Бела              | 26 июля 1952 года     | 2021                | 2015                             | ОМН       | гематология | [ 48 ]  |
| Бумбаширевич, Владимир    | 6 августа 1951 года   | 2009                | 2000                             | ОМН       | цитология, гистология, эмбриология | [ 49 ]  |
| Бумбаширевич, Марко       | 18 июля 1954 года     | 2021                | 2015                             | ОМН       | микрохирургия | [ 50 ]  |
| Канюх, Владимир           | 4 марта 1929 года     | 1983                | 1974                             | ОМН       | патология | [ 51 ]  |
| Костич, Владимир          | 18 октября 1953 года  | 2006                | 2000                             | ОМН       | неврология | [ 52 ]  |
| Лалич, Небойша            | 14 января 1958 года   | 2012                | 2006                             | ОМН       | эндокринология, диабетология | [ 53 ]  |
| Лекович, Воислав          | 28 ноября 1949 года   | 2012                | 2006                             | ОМН       | стоматология, пародонтология, медицина ротовой полости | [ 54 ]  |
| Лечич-Тошевски, Душица    | 29 февраля 1952 года  | 2015                | 2009                             | ОМН       | психиатрия | [ 55 ]  |
| Мицич, Драган             | 13 января 1950 года   | 2009                | 2003                             | ОМН       | эндокринология | [ 56 ]  |
| Остоич, Миодраг           | 7 июля 1946 года      | 2003                | 1994                             | ОМН       | кардиология | [ 57 ]  |
| Пешко, Предраг            | 29 мая 1955 года      | 2012                | 2006                             | ОМН       | хирургия | [ 58 ]  |
| Радак, Джёрдже            | 31 июля 1956 года     | 2015                | 2009                             | ОМН       | сосудистая хирургия | [ 59 ]  |
| Радованович, Нинослав     | 6 мая 1940 года       | 2009                | 2003                             | ОМН       | кардиохирургия | [ 60 ]  |
| Радунович, Небойша        | 18 мая 1954 года      | 2015                | 2009                             | ОМН       | акушерство, гинекология, перинатология | [ 61 ]  |
| Сеферович, Петар          | 11 апреля 1951 года   | 2018                | 2012                             | ОМН       | кардиология | [ 62 ]  |
| Симич, Татьяна            | 23 февраля 1964 года  | 2024                | 2018                             | ОМН       | медицинская и клиническая биохимия | [ 63 ]  |
| Станкович, Горан          | 3 сентября 1962 года  | 2021                | 2015                             | ОМН       | кардиолог | [ 64 ]  |
| Хаджи-Джёкич, Йован       | 16 августа 1944 года  | 2009                | 2003                             | ОМН       | урология, нефрология | [ 65 ]  |
| Чолич, Миодраг            | 23 августа 1953 года  | 2009                | 2003                             | ОМН       | иммунология | [ 66 ]  |
| Чолович, Радое            | 25 января 1944 года   | 2009                | 2003                             | ОМН       | хирургия | [ 67 ]  |
| Бечкович, Матия           | 29 ноября 1939 года   | 1991                | 1983                             | ОЯЛ       | литература (поэт и писатель) | [ 68 ]  |
| Боёвич, Злата             | 24 декабря 1939 года  | 2018                | 2015                             | ОЯЛ       | история филологии | [ 69 ]  |
| Вуксанович, Миро          | 4 мая 1944 года       | 2015                | 2009                             | ОЯЛ       | литература (поэт и писатель) | [ 70 ]  |
| Гркович-Мейджор, Ясмина   | 23 февраля 1959 года  | 2015                | 2009                             | ОЯЛ       | филология и лингвистика, древнеславянский и сербский языки, исторический синтаксис, историческая семантика, сравнительная грамматика, палеославистика                                    | [ 71 ]  |
| Грубачич, Слободан        | 7 сентября 1942 года  | 2024                | 2009                             | ОЯЛ       | литературоведение, германистика, славистика | [ 72 ]  |
| Делич, Йован              | 4 октября 1949 года   | 2024                | 2018                             | ОЯЛ       | сербская литература | [ 73 ]  |
| Ковачевич, Душан          | 12 июля 1948 года     | 2009                | 2000                             | ОЯЛ       | театральная и кинодраматургия | [ 74 ]  |
| Лома, Александр           | 2 марта 1955 года     | 2012                | 2003                             | ОЯЛ       | филология и лингвистика, грецистика, индоевропеистика, славистика, палеобалканистика, этимология, ономастика, сравнительная мифология                                                    | [ 75 ]  |
| Паунович, Зоран           | 31 мая 1962 года      | 2024                | 2018                             | ОЯЛ       | литературный перевод, публицистика | [ 76 ]  |
| Раденкович, Любинко       | 2 октября 1951 года   | 2024                | 2018                             | ОЯЛ       | филология, фольклористика, этнолингвистика | [ 77 ]  |
| Тешич, Милосав            | 15 ноября 1947 года   | 2006                | 2000                             | ОЯЛ       | поэзия, лексикография, диалектология | [ 78 ]  |
| Баста, Данило             | 7 сентября 1945 года  | 2012                | 2003                             | ООН       | правовая и политическая философия | [ 79 ]  |
| Варади, Тибор             | 25 мая 1939 года      | 2003                | 1992                             | ООН       | правоведение | [ 80 ]  |
| Костич, Александр         | 14 декабря 1947 года  | 2018                | 2009                             | ООН       | психология | [ 81 ]  |
| Лошонц, Альпар            | 7 июля 1958 года      | 2024                | 2018                             | ООН       | философия | [ 82 ]  |
| Оцич, Часлав              | 5 мая 1945 года       | 2015                | 2003                             | ООН       | макроэкономика | [ 83 ]  |
| Петрович, Павел           | 22 февраля 1947 года  | 2024                | 2018                             | ООН       | эконометрика и макроэкономика | [ 84 ]  |
| Чавошки, Коста            | 26 октября 1941 года  | 2015                | 2003                             | ООН       | право, правовая и политическая философия | [ 85 ]  |
| Войводич, Драган          | 2 мая 1959 года       | 2024                | 2018                             | ОИН       | история византийского и сербского средневекового искусств | [ 86 ]  |
| Димич, Любодраг           | 20 февраля 1956 года  | 2018                | 2012                             | ОИН       | история | [ 87 ]  |
| Живойнович, Мирьяна       | 25 августа 1938 года  | 2012                | 2006                             | ОИН       | византология | [ 88 ]  |
| Иванишевич, Вуядин        | 26 февраля 1958 года  | 2024                | 2018                             | ОИН       | нумизматика и археология Византии и средневековья | [ 89 ]  |
| Калич, Йованка            | 15 сентября 1933 года | 2009                | 1994                             | ОИН       | общая и национальная история средних веков | [ 90 ]  |
| Крестич, Василие          | 20 июля 1932 года     | 1991                | 1981                             | ОИН       | национальная история нового времени | [ 91 ]  |
| Максимович, Любомир       | 27 ноября 1938 года   | 2009                | 2003                             | ОИН       | византинистика | [ 92 ]  |
| Маркович, Миодраг         | 10 декабря 1962 года  | 2021                | 2015                             | ОИН       | история искусства | [ 93 ]  |
| Радоевич, Мира            | 26 августа 1959 года  | 2024                | 2018                             | ОИН       | история | [ 94 ]  |
| Спремич, Момчило          | 29 августа 1937 года  | 2009                | 2003                             | ОИН       | общая история средних веков | [ 95 ]  |
| Суботич, Гойко            | 11 августа 1931 года  | 2003                | 1994                             | ОИН       | история искусства средних веков | [ 96 ]  |
| Терзич, Славенко          | 14 марта 1949 года    | 2021                | 2015                             | ОИН       | история | [ 97 ]  |
| Божич, Светислав          | 22 мая 1954 года      | 2021                | 2015                             | ОИ        | композитор | [ 98 ]  |
| Евтич, Иван               | 29 апреля 1947 года   | 2012                | 2005                             | ОИ        | композиция | [ 99 ]  |
| Йованович, Елена          | 27 сентября 1964 года | 2024                | 2018                             | ОИ        | этномузыкология | [ 100 ] |
| Марич, Милан              | 26 декабря 1940 года  | 2024                | 2009                             | ОИ        | архитектура | [ 101 ] |
| Митрович, Бранислав       | 28 ноября 1948 года   | 2012                | 2006                             | ОИ        | архитектура | [ 102 ] |
| Оташевич, Душан           | 25 декабря 1940 года  | 2009                | 2003                             | ОИ        | изобразительное искусство | [ 103 ] |
| Стеванович, Милица        | 22 января 1933 года   | 2018                | 2009                             | ОИ        | изобразительное искусство | [ 104 ] |
| Стеванович, Тодор         | 9 марта 1937 года     | 2012                | 2003                             | ОИ        | изобразительное искусство | [ 105 ] |
| Халугин, Сава             | 17 апреля 1946 года   | 2024                | 2018                             | ОИ        | скульптура | [ 106 ] |

### Возрастная структура академиков
Самым возрастным из ныне живущих сербских академиков является патолог Владимир Канюх (род. 1929), он же из текущего состава академии пребывает в звании академика дольше всех (с 1983 года). Самый молодой академик — биохимик Таня Чиркович Величкович (род. 1972). Более подробно распределение по возрастам показано на гистограмме:

## Награды
- Сретенский орден I степени (2017)[107]